# Трубецкой, Александр Васильевич
Князь  Александр Васильевич Трубецкой (14 июня 1813 — 17 апреля 1889) — офицер лейб-гвардейского кавалергардского полка, старший брат С. В. Трубецкого, фаворит императрицы Александры Фёдоровны.
Известен также как коллекционер монет, обнародовавший данные о существовании константиновского рубля. По его заказу в 1860-х годах на Парижском монетном дворе изготовили т. н. рубль Трубецкого.

## Биография
Из третьей ветви княжеского рода Трубецких. Старший сын генерала князя Василия Сергеевича Трубецкого (1776—1841) и Софьи Андреевны Вейс (1796—1848), дочери виленского полицмейстера. Родился в Петербурге, крещен 1 июля 1813 года в Казанском соборе при восприемстве князя А. И. Горчакова в лице которого присутствовала графиня Ливен.
Воспитывался дома и по выдержании экзамена при Пажеском корпусе 13 декабря 1830 года поступил на службу в кавалергардский полк эстандарт-юнкером. 19 апреля 1831 года произведен в корнеты. В польскую кампанию состоял ординарцем при графе Витте.
Вместе с другими кавалергардами (Г. Я. Скарятиным, А. Б. Куракиным, Дантесом, А. Бетанкуром) входил в близкое окружение императрицы Александры Фёдоровны, был её компаньоном в прогулках и катаниях на санях. Императрица называла их «мои четыре кавалергарда». Князь Трубецкой был её фаворитом, в письмах императрицы к графине Софье Бобринской, он фигурировал под кличкой «Бархат».
Все это содействовало его успешной карьере. В 1834 году Трубецкой был произведён в поручики, в 1836 году в штабс-ротмистры, а в 1840 году в ротмистры. 18 января 1842 года уволен со службы по домашним обстоятельствам в чине полковника с мундиром. Возможно, причиной отставки стал роман со знаменитой балериной Марией Тальони, выступавшей в Петербурге в 1837—1842 годах. После отъезда Тальони Трубецкой безуспешно пытался получить разрешение на выезд из России.
В конце 1852 года Трубецкой был отправлен за границу. В Ливорно он женился на дочери Тальони, графине Эде Жильбер де Вуазен. Из Венеции Трубецкой обратился к графу А. Ф. Орлову с просьбою об исходатайствовании Высочайшего соизволения на бессрочное пребывание за границею, до окончательной продажи имений его. Император не разрешил и повелел в двухмесячный срок вернуться Трубецкому в Россию. По истечении назначенного срока Трубецкой не вернулся и был предан суду, который постановил лишить его всех прав состояния и подвергнуть вечному изгнанию.
Дело Трубецкого рассматривалось в Государственном Совете, и ему было дозволено вновь вступить на службу. 20 июня 1855 года был определен в Новомиргородский уланский полк в чине подполковника. В декабре того же года по Высочайшему повелению прикомандирован к штабу войск Евпаторийского отряда. 30 января 1857 года уволен со службы в чине подполковника с мундиром. 6 марта 1868 года назначен генеральным консулом в Марсель, с переименованием в гражданский чин, а 29 мая 1874 года уволен в отставку в чине статского советника.
15 октября 1874 по Высочайшему повелению определен полковником по армейской кавалерии, с причислением к главному штабу с содержанием и квартирными деньгами по чину. 1 ноября назначен в распоряжение командующего войсками Оренбургского округа и 15 марта 1876 года перемещен в распоряжение командующего войсками Туркестанского военного округа.
23 марта 1882 года назначен в распоряжение командующего войсками Одесского военного округа. В 1883 году зачислен в запас. В 1884 году вновь назначен в распоряжение командующего войсками Одесского военного округа. В 1885 году произведен в генерал-майоры, с оставлением в запасе. Скончался 17 апреля 1889 года от разрыва сердца в имении
своего брата Заречье-Академическом Вышневолоцкого уезда и похоронен на кладбище села Березки.

## «Рассказ об отношениях Пушкина к Дантесу»
В 1887 году на даче Краевского в Павловске его зять В. Бильбасов записал рассказ Трубецкого о событиях, предшествовавших дуэли Пушкина с Дантесом. В том же году Бильбасов издал брошюру «Рассказ об отношениях Пушкина к Дантесу. Записан со слов князя А. В. Трубецкого». Трубецкой сообщил Бильбасову, что Пушкин якобы сожительствовал с сестрой своей жены, Александрой, и снисходительно смотрел на ухаживания Дантеса за Натальей Николаевной. Истинной причиной его ненависти было желание свояченицы уехать за границу вместе с супругами Дантес. О связи поэта с сестрой жены Трубецкому, по его словам, рассказывала Идалия Полетика, которой будто бы делала признания сама Александра Гончарова. Рассказ Трубецкого, услышанный на даче Краевского, записал также в своём дневнике В. Гаевский. Эта запись, обнаруженная Н. Эйдельманом, в основном совпадает с рассказом в передаче Бильбасова.
В 1901 году Бильбасов опубликовал рассказ Трубецкого в журнале «Русская старина» в сокращённом и отредактированном варианте. В частности, слова Трубецкого о связи Пушкина со свояченицей («сошелся с Александриной и жил с нею») заменены на «вскоре после брака Пушкин сам увлекся Александриной до безумия». Имя Идалии Полетики в изменённом варианте не упоминается вообще. Публикация вызвала критические отклики: в апрельском номере «Русской старины» А. Кирпичников высказал мнение, что «рассказ» Трубецкого неправдоподобен. По мнению А. Ахматовой: «Все, что диктует Трубецкой в Павловске на даче — голос Дантеса, подкрепленный одесскими воспоминаниями Полетики. Трубецкой ни Пушкина, ни его писем, ни сочинений о нем не читал».

## Семья
В 1834 году Трубецкой сватался к княжне Леонилле Ивановне Барятинской (1816—1918), но она вышла замуж за Л. П. Витгенштейна. Позже, он в течение многих лет открыто жил с Марией Тальони и имел от неё внебрачного сына. 24 ноября 1852 года Трубецкой женился на её законной дочери от графа Вуазена, на графине Марии Евгении Жильбер-де-Вуазен (1835—1901), в браке с которой имел детей, влившихся в ряды французского дворянства:
- Сергей Александрович (1854—26.01.1882), умер от чахотки в Париже, похоронен на Монмартре.
- Маргарита Александровна (1857—1938), в замужестве (с 02.11.1881) за маркизом Мари Христианом Лабрусс де Борегар.
- Александр Александрович (05.11.1859—25.10.1900), родился в Париже, крестник графа П. Д. Киселёва и графини Софьи де Морни. Служил в Виленском пехотном полку[9][неавторитетный источник]. Умер от чахотки в Ницце, похоронен там же на православном кладбище.
- Георгий Александрович (13.08.1861—1898), крестник А. Н. Демидова и княгини М. В. Воронцовой.
- Алексей Александрович (21.06.1866—1896), родился в Париже.

Дети Александра Васильевича были приняты в Париже как внуки великой балерины и кузены герцогини де Морни. Жена князя Алексея происходила из знаменитого во Франции рода Роганов.